# Vo duong

Vo duong est un magazine culturel bilingue français-vietnamien consacré aux arts martiaux traditionnels du Viêt Nam. Il est édité à Paris par l’association Citizen Quyên.
« Võ đường » signifie « école d’arts martiaux ». 

## Origines
Créé en 2006, Vo duong est le premier magazine consacré aux arts martiaux traditionnels vietnamiens. Implantées en France depuis les années 50, ces disciplines ne disposaient jusqu’alors d’aucune structure éditoriale. Pour les amoureux du Viêt Nam et des arts martiaux le besoin de combler ce vide sonnait comme une évidence. Avec un premier objectif : répondre aux attentes d’un public de pratiquants passionnés et toujours plus nombreux (40 000 licenciés env.). 

## Un certain regard
Dès le premier numéro, la rédaction a souhaité renouveler le discours critique sur les arts martiaux en favorisant la multiplicité des points de vue et des compétences (experts en arts martiaux, spécialistes des grands textes de la civilisation chinoise, médecins, linguistes, ethnologues…). 

## Contenu
Si Vo duong accorde naturellement une place de choix aux arts martiaux (histoire, généalogie, techniques, étiquette, médecine traditionnelle) son contenu porte également sur les enjeux théoriques qui s’y rattachent (pédagogie, philosophie : Taoïsme, Confucianisme, Bouddhisme…). 
Lieu d’interrogations et d’analyses, chaque numéro s’enrichit par ailleurs d’une rubrique généraliste ouverte sur les grands enjeux que connaît actuellement l’Asie : évolution sociale, politique, écologique, économique, géo-stratégique... Enfin, le magazine accorde une place à la littérature, au cinéma, au théâtre, à la danse et à la musique lorsque ces manifestations induisent un questionnement théorique sur les rapports entre tradition et modernité, Occident et Extrême-Orient…  

## Une valeur d'usage
Affranchi de toute orientation politique ou confessionnelle, Vo duong l’est également à l’égard des différents rassemblements chargés de représenter les arts martiaux en France. Le magazine n’est donc l’organe officiel d’aucune fédération, ce qui ne l’empêche pas d’être assidûment présent lors des compétitions nationales et internationales. Cette inscription sur la scène sportive est essentielle pour le magazine qui entend s’affirmer dans le monde des arts martiaux comme un outil de référence ayant une véritable valeur d’usage.  

## Spécifications techniques
Format : 20,5 cm X 27 cm
Impression : quadrichromie
Langues : Français, Vietnamien
Nombre de pages : environ 76